# إيان ديور
إيان ديور هو مغني،كاتب أغاني ورابر أمريكي ولد في 25 مارس 1999.

## روابط خارجية
إيان ديور على موقع ميوزك برينز (الإنجليزية)
- إيان ديور على موقع أول ميوزيك (الإنجليزية)
- إيان ديور على موقع ديسكوغز (الإنجليزية)